# Fundación de la Familia Adam y Gila Milstein
La Fundación de la Familia Adam y Gila Milstein (en inglés: Adam and Gila Milstein Family Foundation ) es una organización sin ánimo de lucro, con sede en Los Ángeles, California, cuyo objetivo es fortalecer el Estado de Israel y sus vínculos con los Estados Unidos de América, así como fortalecer la identidad judía de los judíos estadounidenses, y su conexión con la Tierra de Israel. Los estadounidenses de origen israelí Adam y Gila Milstein, establecieron la fundación en el año 2000.

## Panorama general
En el año 2000, la familia Milstein creó la organización, con sede en Los Ángeles. Adam Milstein es el presidente de la fundación.
La fundación sigue participando activamente, invirtiendo tiempo y recursos para asegurar el impacto y el éxito de las organizaciones, los proyectos y los programas que apoya. La fundación financia y apoya docenas de organizaciones, a menudo en mutuo acuerdo con varias otras organizaciones filantrópicas.
La fundación también ofrece becas para apoyar a los estudiantes en los campus universitarios. Las becas están disponibles para ayudar a financiar los eventos culturales, las iniciativas de formación de coaliciones, las campañas y el activismo en los medios sociales dirigidos por los estudiantes.

## Iniciativas
En asociación con la American-Israel Educational Foundation (AIEF), el ala educativa del American Israel Public Affairs Committee (AIPAC), la fundación de la familia Milstein creó la "misión de los aliados de Israel en el campus", y envió a la delegación de aliados en el campus, a asistir a la conferencia anual de política del AIPAC. Las iniciativas de la fundación, involucran a líderes estudiantiles afroamericanos, a cristianos y a latinos, y los educan para que se conviertan en defensores de Israel. La misión de los aliados de Israel en el campus, es una iniciativa creada para los líderes y los activistas estudiantiles proisraelíes, que no han estado en la Tierra de Israel, y no son elegibles para participar en el programa de la organización Taglit Birthright Israel.
En julio de 2017, la fundación lanzó su concurso de memes Milstein, en un esfuerzo por encontrar el lado divertido del activismo en favor de Israel. Adam Milstein dijo: "este concurso es una forma divertida de expresar nuestro amor y apoyo a Israel con ingenio y lealtad".
En enero de 2018, la fundación creó una página web que alberga imágenes de realidad virtual de lugares populares en Israel. Adam Milstein dijo que los videos muestran que Israel no es una zona de guerra sino un lugar de paz, prosperidad, felicidad e innovación, un lugar al que cualquiera puede ir y disfrutar".